# Deutsche Rundschau

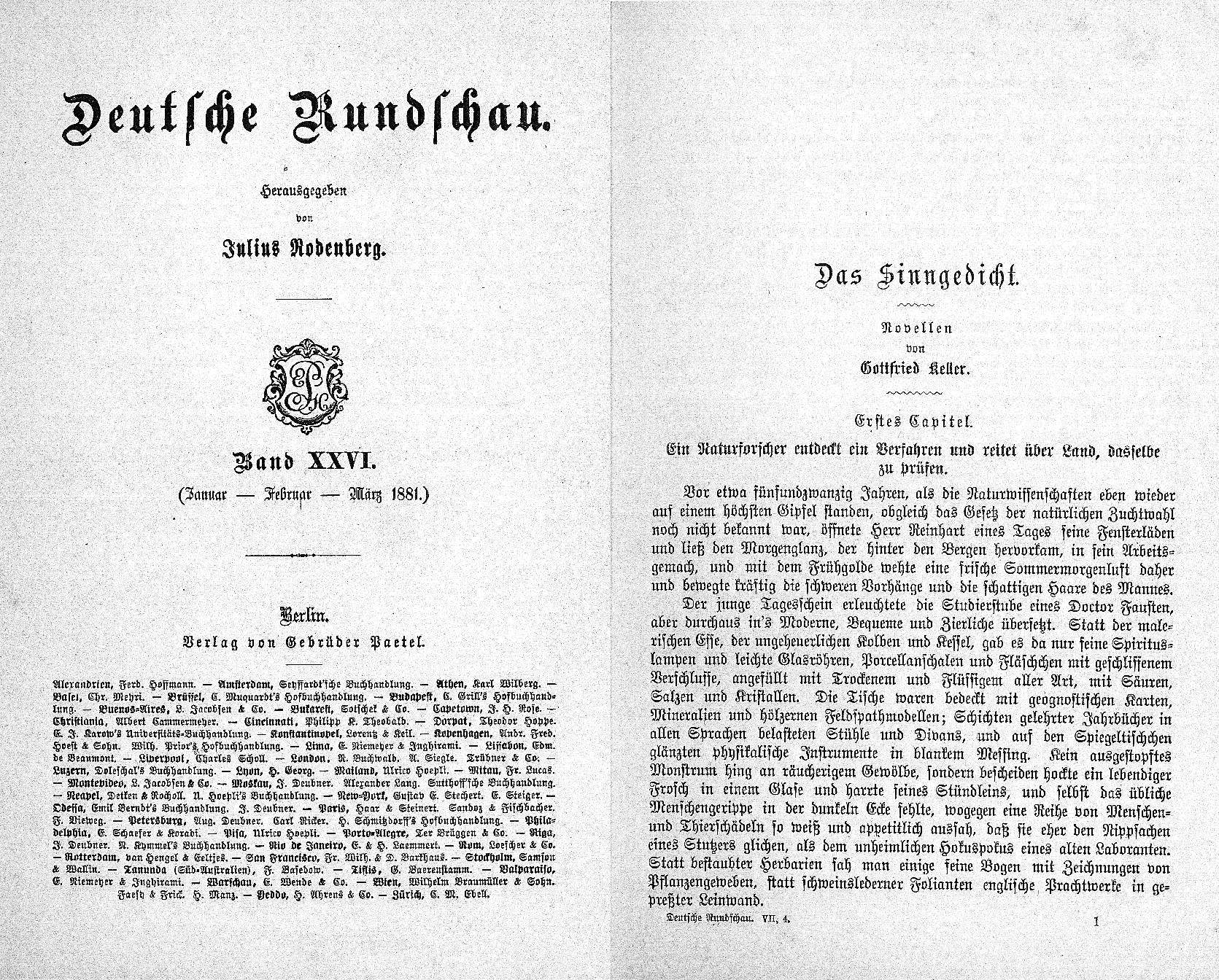
Première page d’un journal du Deutsche Rundschau

Deutsche Rundschau est le nom de plusieurs journaux de langue allemande, dont le plus ancien a été fondé en 1874 et interdit par les nazis en 1942.
Il a existé une Deutsche Rundschau dans l’État américain du Dakota du Nord (1915-17), dans l'État du Texas (1880-ca. 1900), en Pologne (1939).
Deutsche Rundschau est un journal international de langue allemande publié par Juri Klugmann au Canada depuis 1997. Il s'agit d'un journal indépendant, non-partisan destiné aux germanophones et les étudiants en Allemand. Selon ses propres estimations, le détenteur du prix de la « publication de l'année » par l'Association Globale des Médias interculturels (IMH), atteint aujourd'hui un lectorat de près de 80 000 lecteurs dans 148 pays. La publication de monsieur Klugmann a pour but de créer des ponts entre les différentes nationalités et cultures du monde. Cette publication est la version moderne du traditionnel journal culturel et politique qu'était l'ancien journal du même nom.